# Rutger Roelandts
Pour les articles homonymes, voir Roelandts.
Rutger Roelandts, né le 29 décembre 1992, à Asse, est un coureur cycliste belge.

## Biographie
En 2008, Rutger Roelandts devient champion de Belgique du scratch dans la catégorie débutants (moins de 17 ans). En 2010, il est sacré champion provincial du Brabant flamand chez les juniors (moins de 19 ans). La même année, il se classe dixième du championnat de Belgique sur route juniors et onzième du Tour des Flandres juniors. 
Après y avoir été stagiaire, il intègre l'équipe continentale Ventilair-Steria en 2013. Sa saison est cependant perturbée par de multiples problèmes physiques. Il redescend finalement chez les amateurs dès 2014 au club Van der Vurst Development, pour sa dernière saison espoirs (moins de 23 ans).
En 2016, il intègre l'équipe Smartphoto au 1er mai, après remporté une étape du Tour du Sénégal. L'année suivante, il rejoint la structure Naturablue. Il s'impose en Afrique sur la sixième étape du Tour du Cameroun. Également aligné sur le Tour de Tunisie, il se classe deuxième d'une étape et septième du classement général. Il est cependant contraint de stopper la compétition dès le mois d’août, en raison d'une infection fongique.

## Palmarès sur route

### Par année
- 2012
  - Championnat du Pays de Waes
- 2014
  - 3e de Bruxelles-Zepperen
- 2015
  - Champion du Brabant flamand sur route
  - 2ea étape du Tour de Guyane
  - 3e du Tour de Guyane
- 2016
  - 5e étape du Tour du Sénégal
  - 3e étape du Tour de la République démocratique du Congo
  - 2e du Grand Prix de la ville de Vilvorde
  - 3e du Tour de la République démocratique du Congo
- 2017
  - 6e étape du Tour du Cameroun

### Classements mondiaux
| Année           | 2016 | 2017 |
| --------------- | ---- | ---- |
| UCI Africa Tour | 167e | 142e |

## Palmarès sur piste

### Championnats de Belgique
- 2008
  -  Champion de Belgique du scratch débutants